# Caliducto
El caliducto es una especie de canal que se encuentra en algunos edificios de la antigüedad que partiendo de un hogar u hornillo común corría por el interior de las habitaciones. 
El objeto de esta construcción era como se comprende por su definición, distribuir el calor producido en un hogar por las diferentes estancias de un edificio. Del hogar partían diversos caliductos pegados o adosados a los muros pudiendo aprovechar para este objeto el calor desprendido por los hogares de las cocinas. Formaban los caliductos una verdadera canalización interior asemejándose algo a la distribución actual del calor por medio del aire caliente si bien el sistema era muy embrionario y resultaba sumamente imperfecto. 
No es difícil darse cuenta de la escasa cantidad de calor que llegaría a las habitaciones más distantes así como que lo mismo o mejor que el calórico circularía por los caliductos los gases de la combustión que extendiéndose  por la atmósfera en todas las estancias, la viciarían notablemente, razón por la cual debieron quedar relegados al olvido en breve tiempo. 
Sin embargo, la utilidad de semejante construcción no puede negarse no ya por el beneficioso efecto que se pretendía producir sino también porque fue el primer paso para llegar a los sistemas de calefacción actuales pues dio la primera idea de la distribución del calor a distancia si se llegaba, como ha sucedido en efecto, a conseguir aislar la canalización para que fuera conveniente y descartar el gravísimo inconveninte de la impurificación del aire con los gases de la combustión.